# Dibulla
Dibulla is een gemeente in het Colombiaanse departement La Guajira. De gemeente telt 22.000 inwoners (2005). Dibulla ligt aan de Caribische Zee en binnen de gemeentegrenzen ligt de toeristische badplaats Palomino.
Albania · Barrancas · Dibulla · Distracción · El Molino · Fonseca · Hatonuevo · La Jagua del Pilar · Maicao · Manaure · Riohacha · San Juan del Cesar · Uribia · Urumita · Villanueva